# Le Siège de Corinthe
Personnages
- Mahomet II (Mehmet II) (basse)
- Cléomène, gouverneur de Corinthe (ténor)
- Pamyra, sa fille (soprano)
- Néoclès, jeune officier grec (ténor)

Le Siège de Corinthe est un opéra en trois actes composé par Gioachino Rossini sur un livret français de Luigi Balocchi (ca) et d'Alexandre Soumet. Il résulte d'un remaniement d'une partie de la musique de Maometto II, que le compositeur avait créé pour Naples en 1820 sur un livret de Cesare della Valle.
Le Siège est le premier opéra français de Rossini (connu aussi dans sa version italienne sous le titre : L'assedio di Corinto). La première eut lieu à l'Académie royale de musique de Paris le 9 octobre 1826.

## Genèse de la révision
L'opéra commémore le troisième siège et la destruction finale de la ville de Missolonghi par les troupes turques en 1826, pendant la guerre d'indépendance grecque (1821–1829). Le même incident — condamné dans toute l'Europe de l'Ouest à cause de sa cruauté — a aussi inspiré une peinture importante d'Eugène Delacroix, La Grèce sur les ruines de Missolonghi, et il est mentionné dans les écrits de Victor Hugo. La mention de Corinthe est un exemple d'allégorie, même si le sultan Mehmet II a bien assiégé cette ville dans les années 1450. Le poème Le Siège de Corinthe (en) (1816) de Lord Byron a peu à voir, sinon rien, avec le contenu de l'opéra.

### Révision deMaometto II
Le Siège de Corinthe résulte d'un remaniement partiel de l'opéra Maometto II composé en 1820 par Rossini ; les noms des personnages ont été changés, mais l'histoire reste essentiellement la même que le Maometto de Naples. Cet opéra italien y avait été créé le 3 décembre 1820, six ans avant le siège de Missolonghi et le massacre de ses habitants. Il n'avait pas été bien accueilli, ni à Naples ni à Venise, où Rossini essaya en 1823 une version légèrement révisée en la terminant par une fin heureuse avec un extrait musical de La donna del lago.
En 1826, deux ans après s'être installé à Paris, Rossini réessaie avec une autre version (qui comprend deux ballets, conformément à la tradition de l'opéra français), la transplante en Grèce en l'intitulant Le Siège de Corinthe, allusion d'actualité à la guerre d'indépendance grecque en cours contre les Turcs, et la traduit en français. Rossini connaît cette fois le succès, et l'opéra est produit dans divers pays dans la dizaine d'années suivante. C'est le premier opéra que Rossini a vendu à un éditeur de musique.

## Représentation de l'œuvre dans l'histoire
L'œuvre fut créée, en français, à l'Académie royale de musique le 9 octobre 1826. Elle fut représentée dans une traduction de Callisto Bassi, L'assedio di Corinto, à Rome en décembre 1827 (en version concert) et à Parme en janvier 1828. Aux États-Unis, la première fut offerte en français par l'Italian Opera House de New York en février 1833 et en italien deux ans plus tard. L'ouverture de l'opéra n'a jamais quitté le répertoire des orchestres. Tout dernièrement, elle a été exécutée et enregistrée par plusieurs orchestres contemporains de musique classique, dont l'Academy of St. Martin-in-the-Fields sous la direction de Neville Marriner.
En 1969, La Scala reprit L'assedio di Corinto pour le centenaire de Rossini : la jeune Beverly Sills y débuta dans le rôle de Pamyra et Marilyn Horne interpréta celui de Néoclès sous la direction de Thomas Schippers. La production reposait sur une édition où le musicologue et spécialiste du bel canto Randolph Mickelson inséra des airs des versions originelles (de Maometto II) de Naples et de Venise et d'autres opéras obscurs de Rossini (comme le compositeur le faisait souvent lui-même). En 1975, le Metropolitan Opera utilisa la version de La Scala pour offrir Le Siège de Corinthe pour la première fois. Dirigée à nouveau par Schippers, cette production mettait en vedette Beverly Sills (qui débutait au Met), Shirley Verrett, Justino Díaz et Harry Theyard (en).

## Rôles
| Rôle                                    | Type de voix  | Distribution de la première, le 9 octobre 1826 (Chef d'orchestre : François-Antoine Habeneck) |
| --------------------------------------- | ------------- | --------------------------------------------------------------------------------------------- |
| Cléomène, gouverneur de Corinthe        | ténor         | Louis Nourrit                                                                                 |
| Pamyra, sa fille                        | soprano       | Laure Cinti-Damoreau                                                                          |
| Néoclès, jeune officier grec            | ténor         | Adolphe Nourrit                                                                               |
| Mahomet II                              | basse         | Henri-Étienne Dérivis                                                                         |
| Adraste, confident de Cléomène          | ténor         | Charles Bonel                                                                                 |
| Hiéros, vieillard, gardien des tombeaux | basse         | Alexandre-Aimé Prévost                                                                        |
| Ismène, confidente de Pamyra            | mezzo-soprano | Frémont                                                                                       |
| Omar, confident de Mahomet              | ténor         | Ferdinand Prévost (en)                                                                        |

## Intrigue
Place : Corinthe

### Acte premier
Le vestibule du palais du Sénat à Corinthe
Après avoir fait tomber Byzance entre leurs mains, les troupes de Mahomet II (Mehmet II) assiègent Corinthe depuis longtemps.
Les Grecs tiennent un conseil de guerre pour décider s'ils doivent se rendre ou non. Le jeune Néoclès, avec l'appui de Hiéros, presse Cléomène de poursuivre le combat jusqu'à la mort et de sauver la patrie. Tous jurent de combattre, jusqu'à la mort s'il le faut.
Après que Néoclès demande à Cléomène si Pamyra lui est toujours promise, celle-ci arrive. Cléomène informe sa fille qu'il veut la marier à Néoclès pour la doter d'un second protecteur, mais elle répond qu'elle s'est déjà promise à Almanzor dans Athènes. Son père lui enjoint de renoncer à cet amour si elle ne veut pas s'attirer son courroux. Sur l'instance de soldats et de femmes qui viennent les avertir que les Musulmans montent sur les remparts de Corinthe, Cléomène et Néoclès partent au combat après que le premier a remis un poignard à sa fille pour qu'elle puisse se tuer si la défense grecque cédait.
La place de Corinthe
Tandis que ses hommes poursuivent des soldats grecs, Mahomet leur ordonne de respecter les palais pour qu'ils immortalisent sa conquête. Omar lui apprend qu´un des officiers grecs a été capturé. Mahomet ordonne de le maintenir en vie car il veut l'interroger. Il raconte à Omar qu'il avait déjà visité la Grèce sous le nom d'Almanzor et qu'il était tombé amoureux à Athènes. Il veut donc faire preuve de clémence. On amène Cléomène capturé. Mahomet l'incite à persuader ses soldats de se rendre. Cléomène refuse. Il déclare que son peuple défendra la citadelle jusqu'à la mort. 
Pamyra, sa confidente Ismène et d'autres femmes grecques apparaissent. Pamyra demande grâce au sultan pour son père. Mahomet et Pamyra se reconnaissent. Elle est horrifiée de revoir son ancien amour en conquérant.  Mais Mahomet est touché. Il veut reconquérir Pamyra et lui demande de le suivre dans son camp. Il épargnerait alors la Grèce. Cléomène s'y oppose et évoque les fiançailles de sa fille avec Néoclès. Pamyra est déchirée entre l'amour et le devoir. Cléomène la maudit avec colère. Pamyra se laisse finalement emmener par Mahomet.

### Acte II
La tente de Mahomet
Entourée d'Ismène et de femmes turques, Pamyra déplore son sort. Elle se souvient de sa défunte mère, tandis que les femmes lui font remarquer que son mariage avec Mahomet va changer la fortune de la Grèce.
Mahomet tente de séduire Pamyra avec des cadeaux et des flatteries. Pamyra est désespérée car elle a été infidèle à Dieu et a été maudite par son père. Elle fond en larmes et aspire à la mort. Mahomet ne peut la réconforter.
Omar, des soldats turcs, des courtisans, des imams, des dames du harem et d'autres apparaissent pour célébrer le prochain mariage de Mahomet avec Pamyra . Leur jubilation contraste fortement avec la tristesse de Pamyra.  Les personnes présentes tentent à nouveau de la calmer. Après des danses, l'autel est préparé pour la cérémonie du mariage. Mais on entend du bruit de l’extérieur.
Omar arrive avec Néoclès dans les fers. Celui-ci défie Mahomet au nom des Grecs, et Pamyra tente de le préserver de la mort en disant qu'il est son frère. Mahomet le libère et l'invite à être témoin du mariage de sa sœur. 
Omar vient informer Mahomet que Corinthe a repris les armes. Des femmes et des soldats grecs apparaissent sur la citadelle en arrière-plan et appellent au combat et au martyre. Les Turcs se préparent au combat. 
Pamyra refuse de donner sa main à Mahomet pour le calmer : elle adorait Almanzor mais veut mourir pour son pays. Mahomet lui fait remarquer que le sort du pays repose désormais entre ses mains. S’ils ne cèdent pas, tous les Grecs périront par l’épée et le feu. À la joie de Néoclès, Pamyra déclare vouloir mourir en martyre avec son peuple. Déçu et furieux, Mahomet appelle son peuple aux armes. Pamyra et Néoclès sont emmenés.

### Acte III
Les tombeaux de Corinthe, éclairés par de multiples feux
Néoclès, qui a trompé ses gardiens et s'est libéré de ses fers, arrive aux tombeaux sacrés où les Grecs s'apprêtent à combattre et à mourir. Il fait dire à Cléomène qu'il a ramené Pamyra, qui veut lui demander pardon. Bien que Néoclès l'informe qu'elle l'a sauvé, Cléomène menace de la poignarder si elle ose se présenter devant lui. À l'arrivée de Pamyra, il lui dit qu'il n'a plus de fille. Elle lui répond que son amour pour Mahomet expire avec la mort de sa patrie et elle veut le prouver en donnant sa main à Néoclès devant la tombe maternelle. Cléomène les unit.
Hiéros vient leur annoncer que les Musulmans approchent. Cléomène lui demande de bénir les drapeaux pour préparer les personnes présentes au martyre. Hiéros fait auparavant jurer aux soldats et aux femmes de se battre jusqu'à la mort pour la patrie et invite tout le monde à mériter un trépas immortel à l'exemple de Léonidas et des trois cents immortels. Il prophétise que le peuple grec se réveillera du sommeil du trépas après cinq siècles d'esclavage. Les hommes partent pour le tout dernier combat.
Corinthe embrasée
Pamyra, Ismène et les autres femmes grecques restent dans le caveau. Pamyra prononce un discours dans lequel elle prépare les femmes à leur mort imminente. Chacun demande à Dieu miséricorde et la fin de ses souffrances . Au bruit de la bataille, Pamyra se rend compte que les Turcs sont finalement vainqueurs  et attend leur arrivée. Les musulmans victorieux se précipitent pour massacrer les derniers survivants. Les femmes font face à la mort. Mahomet arrive. Il considère Pamyra comme sa proie. Cependant, elle menace de se suicider avec son poignard. A ce moment-là, un incendie éclate. La voûte s'effondre. Pamyra se poignarde. Corinthe en flammes peut être vue en arrière-plan.

Décors pour la représentation de 1826
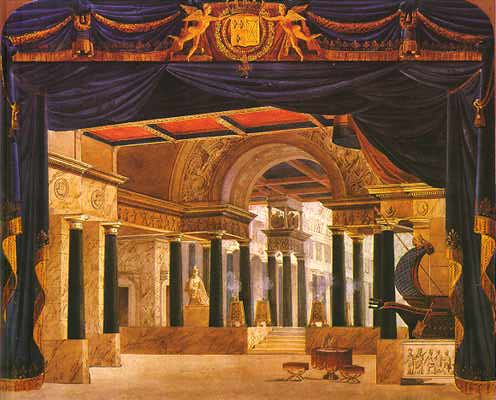
Acte I, scène 1
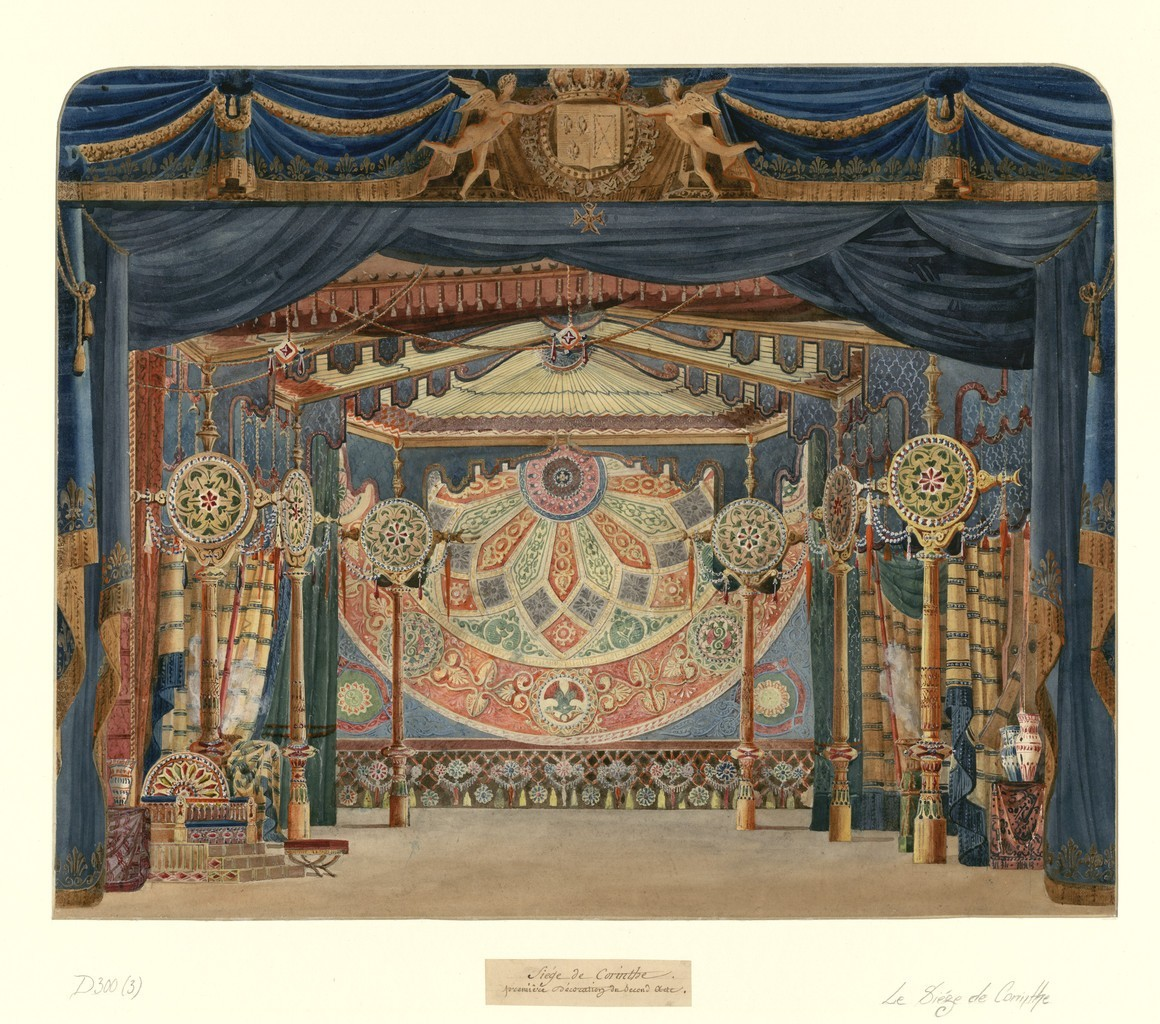
Acte II
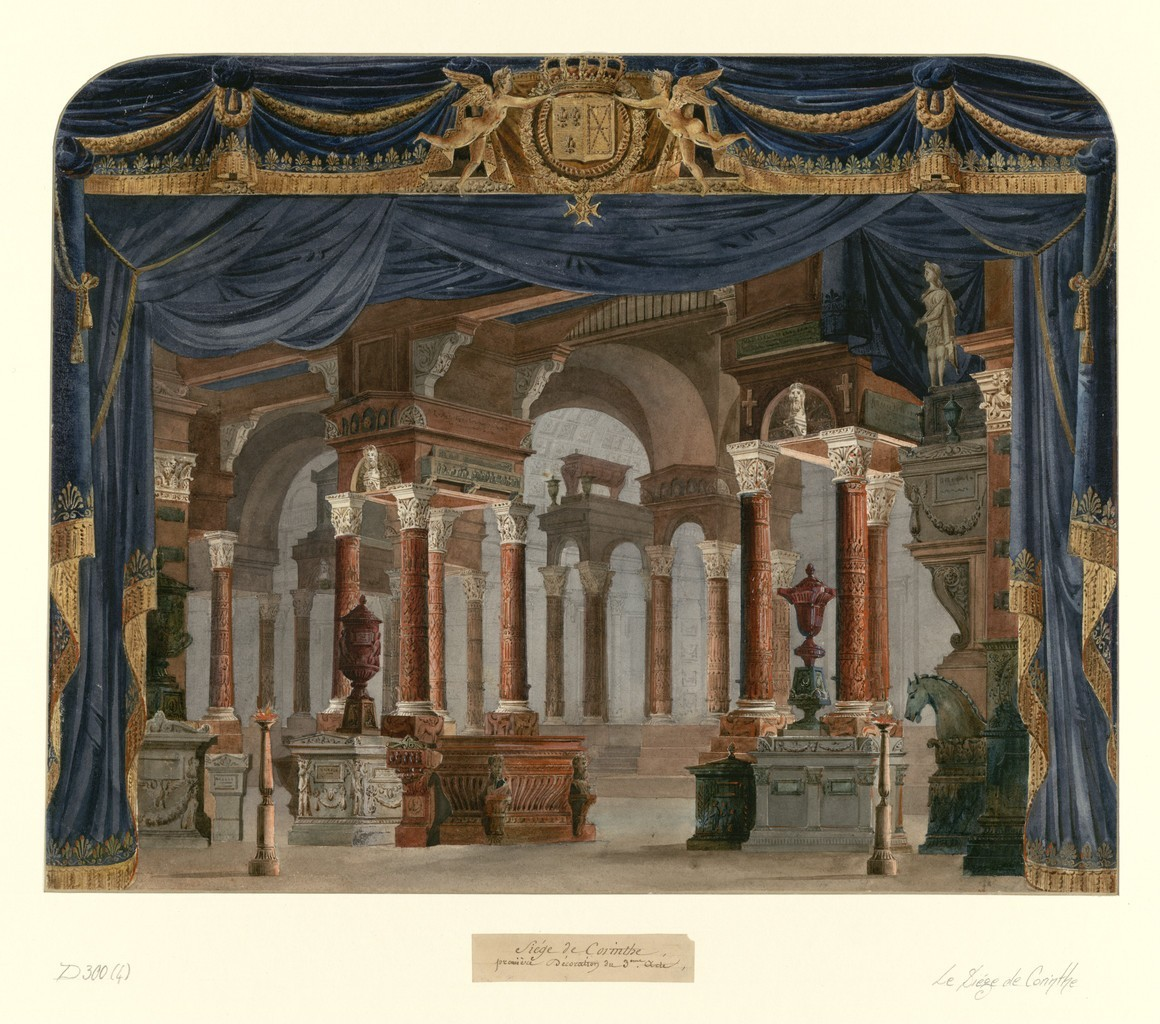
Acte III, scène 1
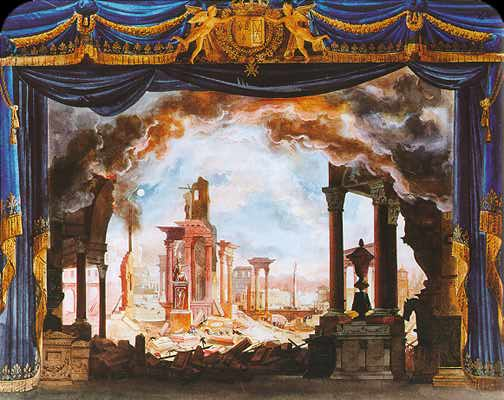
Acte III, scène finale

Costumes pour la représentation de 1826
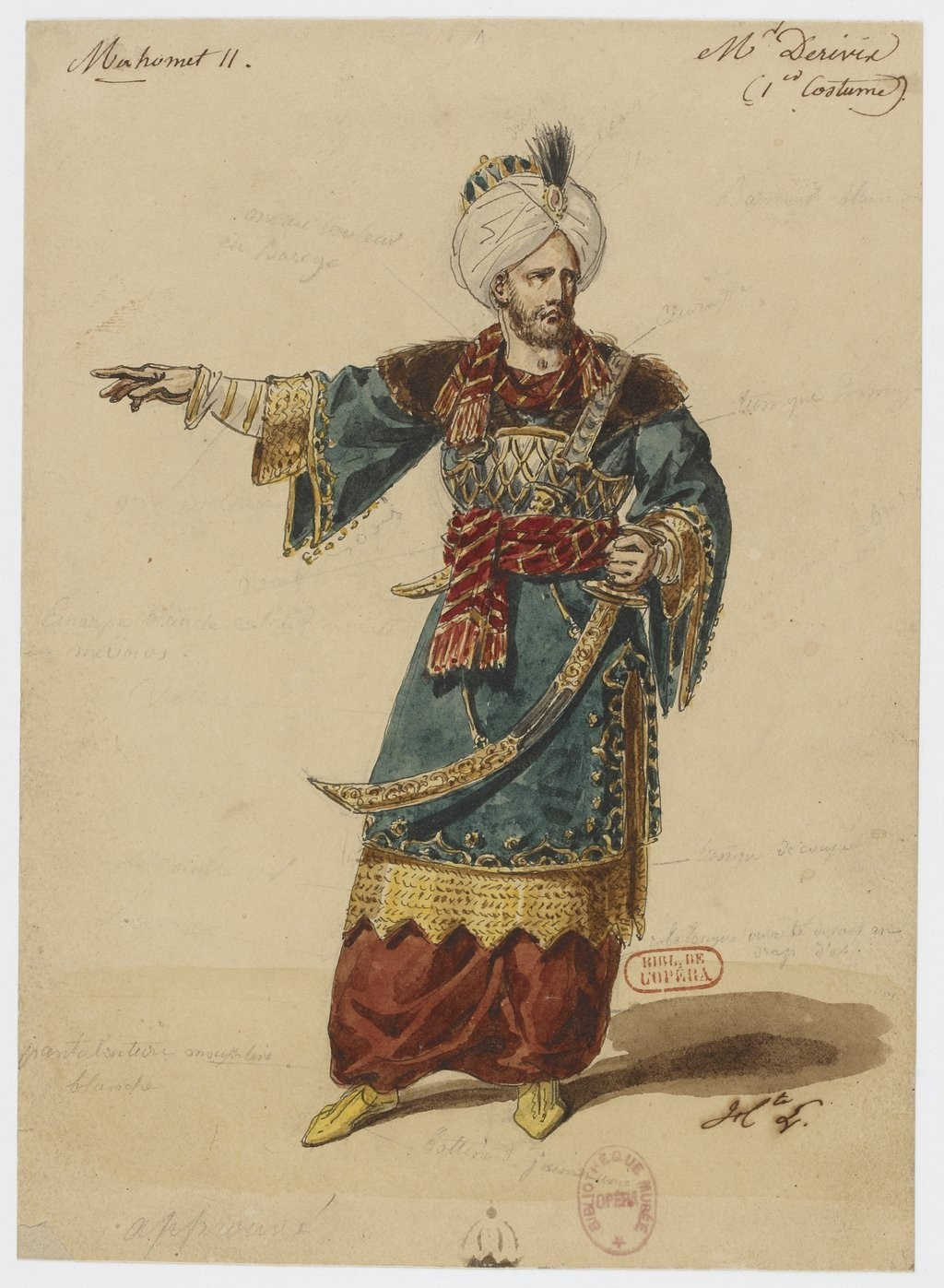
Mahomet II
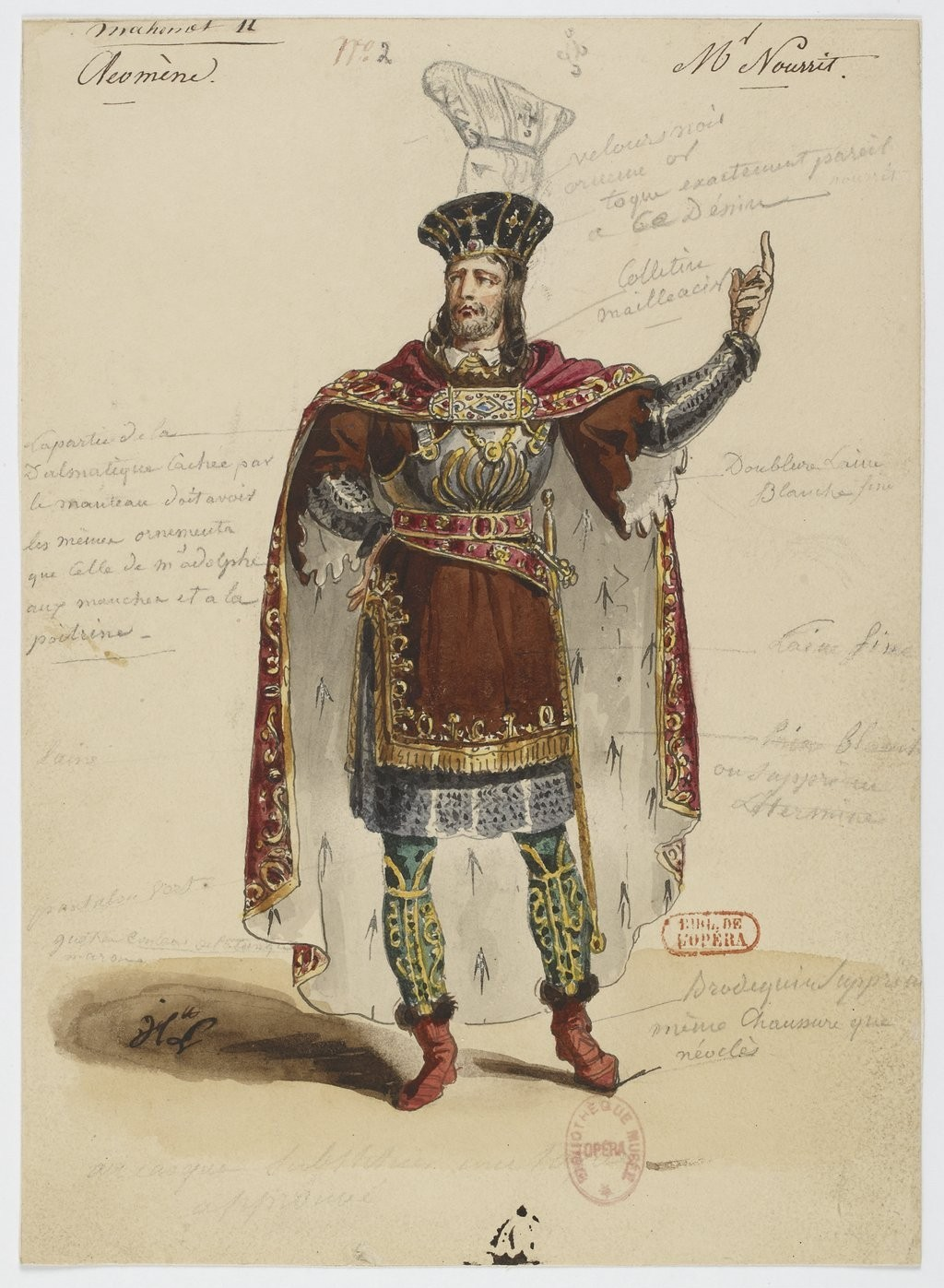
Cléomène
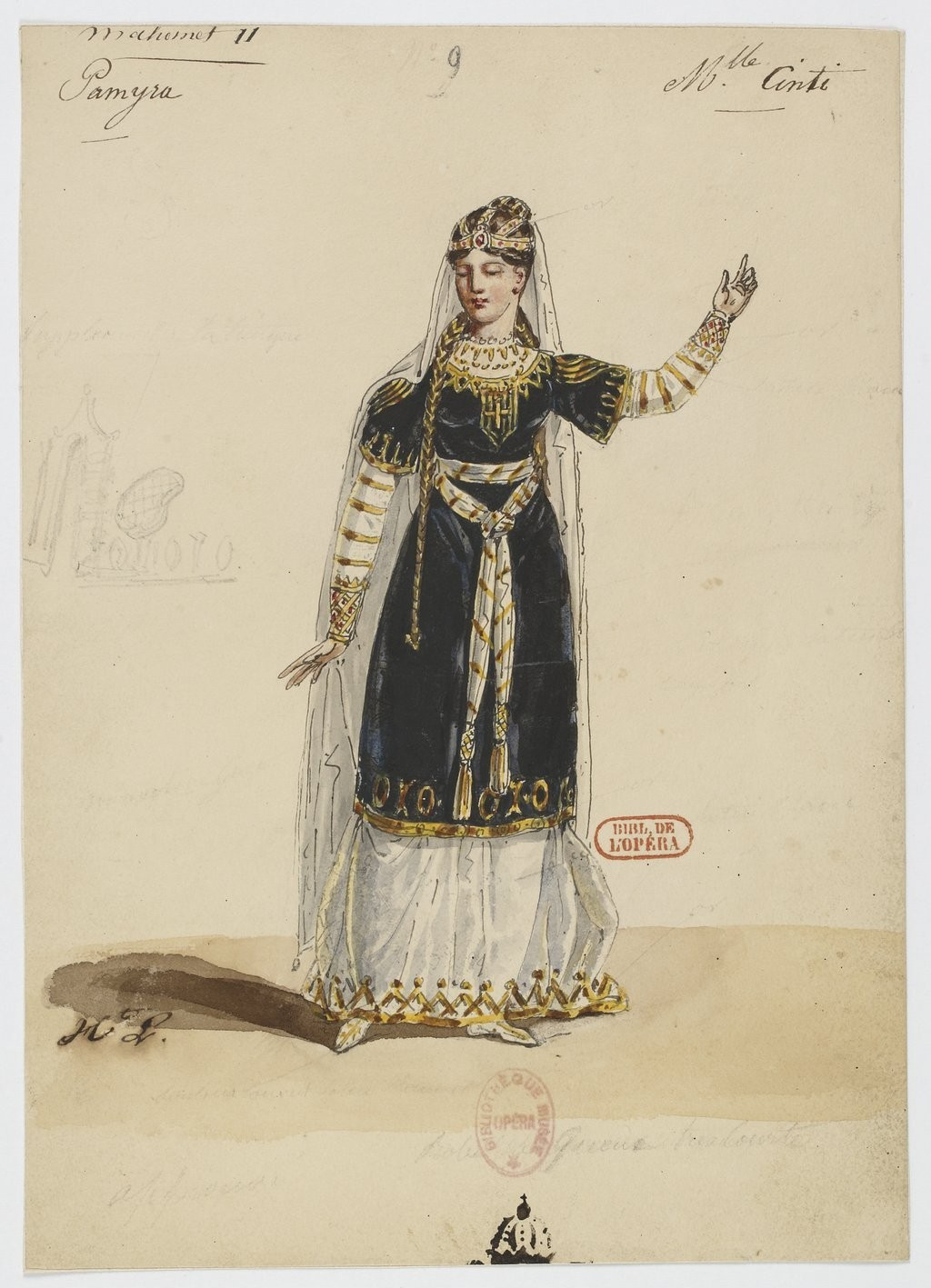
Pamyra
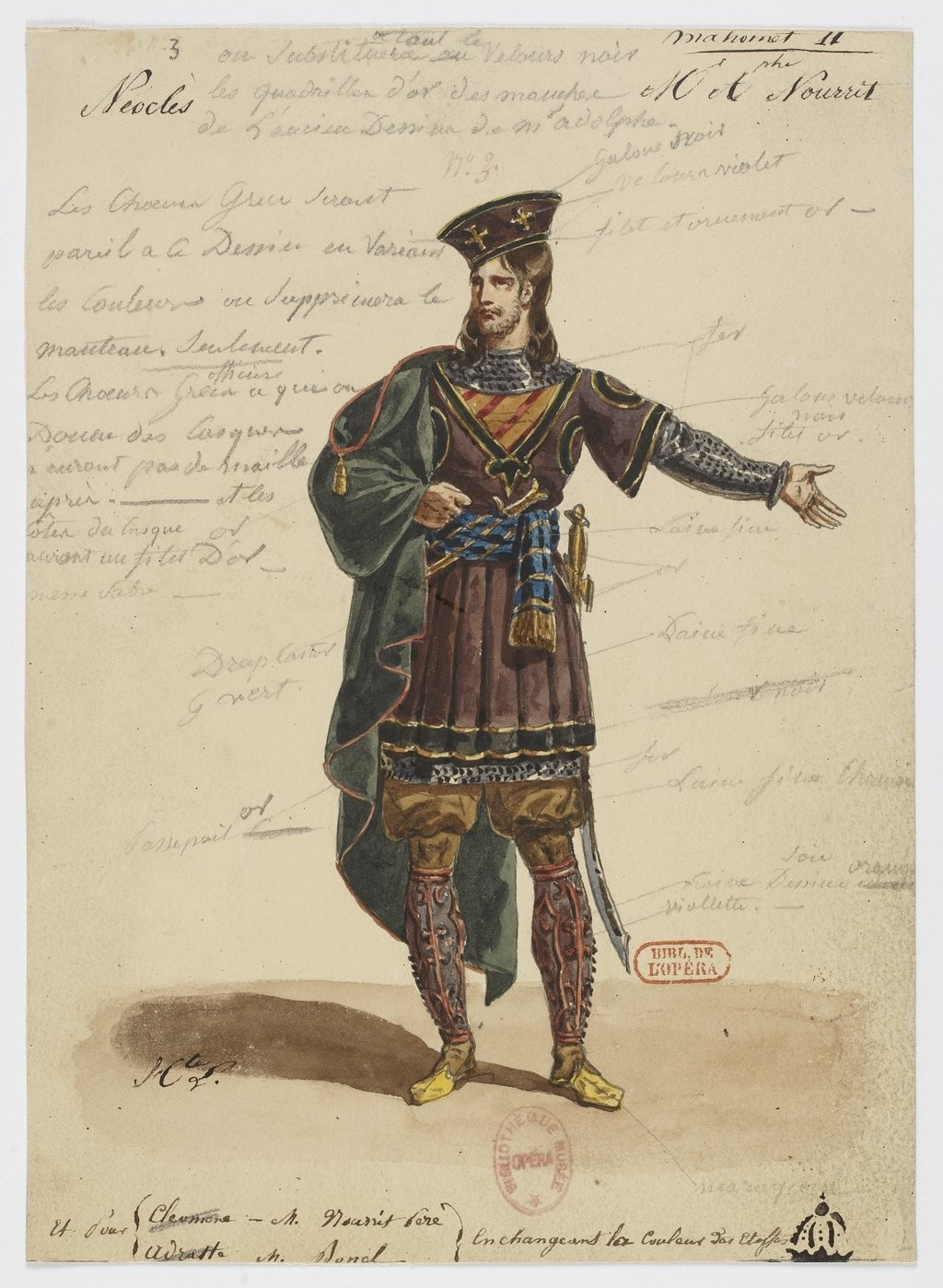
Néoclès

## Discographie
- Le Siège de Corinthe - Direction musicale de Paolo Olmi, avec Luciana Serra, Marcello Lippi, Dano Raffanti, Maurizio Comencini - Orchestre et choeurs du Teatro Carlo Felice de Gënes - Nuova Era -  2002.
- Le Siège de Corinthe - Enregistré en direct les 18, 20 et 23 juillet 2010 à la Trinkhalle de Bad Wildbad en Allemagne, Direction musicale de Jean-Luc Tingaud, avec Mahomet II : Lorenzo Regazzo, Pamyre : Majella Cullagh, Cléomène : Marc Sala, Néoclès : Michael Spyres, Hiéros : Matthieu Lécroart, Adraste : Gustavo Quaresma Ramos, Omar : Marco Filippo Romano, Ismène : Silvia Beltrami - 2 CD Naxos, 2013[7].
- Le Siège de Corinthe - Enregistré à Pesaro, festival Rossini, en août 2017. Avec Mahomet II : Luca Pisaroni, Cléomène : John Irvin, Pamyra : Nino Machaidze, Néoclès : Sergey Romanovsky, Hiéros : Carlo Cigni, Adraste : Xabier Anduaga, Omar : Iurii Samoilov, Ismène : Cecilia Molinari, direction Musicale : Roberto Abbado - DVD Unitel - 2018

## Sources
- (en) Cet article est partiellement ou en totalité issu de l’article de Wikipédia en anglais intitulé « Le siège de Corinthe » (voir la liste des auteurs).
- (en) Philip Gossett et Patricia Brauner, « Le siège de Corinthe », dans Amanda Holden (réd.), The New Penguin Opera Guide, New York, Penguin Putnam, 2001 (ISBN 0-14-029312-4).
- (en) Charles Osborne, The Bel Canto Operas of Rossini, Donizetti, and Bellini, Portland (Oregon), Amadeus Press, 1994, 378 p. (ISBN 0-931340-71-3).
- (en) Richard Osborne, Rossini, Ithaca (New York), Northeastern University Press, 1990 (ISBN 1-55553-088-5).
- (en) Richard Osborne, « Le siège de Corinthe », dans Stanley Sadie (réd.), The New Grove Dictionary of Opera, vol. 4, Londres, MacMillan Publishers, Inc., 1998 (ISBN 0-333-73432-7 et 1-56159-228-5), p. 364-365.
- (en) Francis Toye, Rossini : The Man and His Music, Dover Publications, 1934 (réimpr. 1987), 268 p. (ISBN 978-0-486-25396-1 et 0-486-25396-1).
- (en) John Warrack et Ewan West, The Oxford Dictionary of Opera, Oxford/New York, Oxford University press, 1992, 782 p. (ISBN 0-19-869164-5).